# کوکو تیلور
کورا والتون (به انگلیسی: Cora Walton) (زاده ۲۸ سپتامبر ۱۹۲۸ در تنسی - درگذشته ۳ ژوئن ۲۰۰۹)، معروف به کوکو تیلور (به انگلیسی: Koko Taylor) خواننده آمریکایی در سبک بلوز بود.
او در ابتدا کشاورزی در شهرستان شلبی در ایالت تنسی بود. وی در بیست و چهار سالگی به شیکاگو رفت و توسط ویلی دیکسون کشف و شناسانده شد. او به خاطر صدای قدرتمند و خشن خود معروف بود. خوانندگانی همچون جنیس جاپلین، سوزان تدسکی و بسیاری دیگر در خوانندگی از او تأثیر پذیرفتند. مشهورترین آهنگ او Wang Dang Doodle است که در سال ۱۹۶۵ منتشر شد.
در سال ۲۰۰۹ در یک عمل جراحی درگذشت.